# Harvey Bullock
Pour les articles homonymes, voir Bullock.
Harvey Bullock (/ˈbʊlək/) est un policier de fiction apparaissant dans les comics américains publiés par DC Comics, plus particulièrement dans ceux dédiés au super-héros Batman. Le personnage apparaît pour la première fois dans Detective Comics n°441 (juillet 1974) et a été créé par Archie Goodwin et Howard Chaykin.
Le personnage apparaît pour la première fois en version live dans la série télévisée de 2014 Gotham, où il est joué par Donal Logue.

## Histoire éditoriale
Il existe une ambiguïté concernant les origines du personnage. Le scénariste Doug Moench et l'artiste Don Newton introduisent Harvey Bullock dans Batman n°361 (avril 1983) comme moyen pour résoudre l'intrigue en cours avec le maire corrompu de Gotham City, Hamilton Hill. Du coup, les renseignements fournis par le Who's Who in the DC Universe reprennent cette apparition comme la première de Bullock. Cependant, quelques années plus tard, des fans de Batman ont commencé à pointer qu'un « Lt. Bullock » apparaît dans trois cases de Detective Comics n°441 (1974), écrit par Archie Goodwin, dessiné par Howard Chaykin, et publié dix ans plus tôt. Moench a admit qu'il doit avoir lu ce comics car il est un fan d'Archie Goodwin, mais a nié qu'Harvey Bullock soit le même personnage. Il a fait valoir qu'il est peu probable qu'il se soit basé sur le Lt. Bullock de Goodwin même inconsciemment, puisqu'il y a des différences entre les personnalités et la continuité des deux personnages, et qu'il se souvient distinctement avoir pris le nom de « Bullock » du guitariste Hiram Bullock. Archie Goodwin est légalement le seul créateur d'Harvey Bullock ; Moench a indiqué qu'il avait décidé de ne pas contester la paternité du personnage par égard pour la veuve de Goodwin, qu'il considère comme un ami.

## Biographie fictive
Avant la série Crisis on Infinite Earths de 1985-1986, Bullock est officiellement réintroduit dans Batman n°361 (date de couverture de juillet 1983) dans l'histoire intitulée « The Most Successful Species », écrite par Doug Moench et dessinée par Don Newton. Il y est un inspecteur de police corrompu aux ordres du Maire de Gotham City, Hamilton Hill, pour saboter la carrière du Commissaire Gordon. Sa méthode consistait à prétendre d'être très maladroit, gâchant tout ce que Gordon tente de réaliser, apparemment accidentellement. Toutefois, après avoir causé involontairement une crise cardiaque à Gordon, Bullock change et tourne la page,. Son personnage est développé plus tard comme un policier bien intentionné qui est (probablement) extrêmement maladroit, comme sa version animée dans la série de 1992. Il n'apprécie pas beaucoup les méthodes de Batman mais il forme aussi un lien avec Robin, basé au départ, sur leur passion pour les vieux films. À la suite de cela, il est un Fou dans l'organisation Checkmate (en).

### Post-Crisis
À la suite du changement de continuité dans tous les comics de DC à la suite de la Crisis, Bullock est peut-être l'officier de police le plus controversé du Département de Police de Gotham City. Ses collègues de l'Unité des Crimes Majeurs jureront qu'il est bon flic, malgré sa réputation d'accepter des pots-de-vins, d'utiliser une force excessive et d'avoir des liens avec le crime organisé. Il n’est cependant pas dépourvu de qualités attachantes, notamment un penchant pour les beignets et un côté sentimental caché. Il a aussi une brève relation avec une veuve qu'il rencontre au travail.
Ce nouveau Bullock post-Crisis a été retconned et a été loyal à Gordon dès le départ. Avant d'être promu inspecteur, il reste aux côtés de Gordon pendant l'une des folies meurtrières du Joker, lui sauvant la vie. Finalement, sans l'aide de Batman, Bullock et Gordon empêchent le Joker de provoquer une explosion qui aurait rasé Gotham City. Durant toute l'enquête, Bullock joue le « méchant flic » qui intimide et menace tous ceux qui se mettent sur son chemin. À ce point, Bullock porte encore l'uniforme d'agent de police.

### Nommé inspecteur
Plusieurs années plus tard, Bullock est nommé inspecteur. Il travaille encore aux côtés de Gordon, en tant que membre de la petite équipe ayant la confiance de Gordon. Ce groupe inclus Maggie Sawyer, Harvey Dent et l'Inspecteur Cohen alors qu'ils essayent de faire tomber Sal Maroni. Bien que Gordon soit au courant des brutalités de Bullock envers les suspects, il l'intègre dans son équipe parce que l'homme n'a jamais accepté de pots-de-vins. Les événements auxquels font face le groupe se déroulent durant Batman : Un long Halloween. Bullock et le groupe sont alors rejoint par Crispus Allen (en). Ils neutralisent un rassemblement de « monstres » de Gotham, tels que le Joker, Gueule d'argile et l'Épouvantail. Plus tard Bullock fait équipe avec Renée Montoya et ils deviennent tous deux très loyaux l'un envers l'autre. Pendant un temps, Bullock travaille pour l'agence d'espions internationale Checkmate. Ils font face à des menaces allant des faussaires à des terroristes fanatiques. Il a une relation difficile avec ses supérieurs ; il défie ainsi l'experte du renseignement Amanda Waller lors de son projet d'assassinat du justicier Black Thorn.
Bullock a aussi gagné son propre arc narratif : « A Bullet for Bullock » de Chuck Dixon. L'histoire, dans laquelle quelqu'un cherche à le tuer, a été adaptée dans un épisode de Batman : la série animée.
Bullock est en première ligne durant l'arc « Knightfall » quand Arkham se vide et que ses détenus provoquent des émeutes dans les rues. Il prend la situation en main lorsque le Sphinx prend tout un talk-show en otage. Il est presque tué par une bombe placée dans la demeure du maire ; il est sauvé à la dernière seconde par Batman.
Durant l'arc « Troika », Bullock est gravement blessé lors d'une confrontation avec KGBeast qui avait le contrôle d'une petite arme nucléaire. Robin et plusieurs membres du Gotham City Police Department bravent l'incendie d'une entreprise chimique pour lui sauver la vie. Bullock est presque mort durant l'incident mais il est sauvé grâce aux premiers soins réalisés par Robin. La bombe nucléaire est neutralisée par Batman.

### Tremblement de terre
Dans Batman: Cataclysme, Bullock affronte Anarky dans un centre commercial lorsqu'un tremblement de terre frappe Gotham City. Les deux sont sauvés en plongeant dans une structure architecturale creuse. Malgré cela, le bras de Bullock s'empale sur une barre de métal. Ça ne l'arrête pas et il rentre au commissariat qu'il retrouve très endommagé.
Aussitôt qu'il apprend que Gordon a disparu, il organise les recherches malgré sa blessure. Il retrouve et sauve Gordon qui était bloqué sous les débris de son propre bureau.
Quelques semaines plus tard, Gotham est fermée et isolée par le gouvernement à la suite du No Man's Land. Bullock et plusieurs officiers, dont Renée, sont volontaires pour rester en arrière et aider Gordon. Bullock reste aux côtés de Gordon à la mort de plusieurs collègues. Quand le chef du SWAT Billy Pettit se révolte et emmène plusieurs officiers avec lui, Bullock reste avec Gordon. Renée elle-même est perdue un moment à cause de Double-Face. A la fin, les efforts poussent Lex Luthor à rouvrir Gotham. Gordon, Bullock, Renée et les officiers restants (Pettit et les autres ayant été tués) récupèrent leur travail. Bullock est alors promu, passant de lieutenant à chef de brigade à l'Unité des Crimes Majeurs du GCPD.
Dans l'arc « Un homme à terre (Officer Down) », un ancien officier mécontent Jordan Rich tente de tuer Gordon. Par la suite, un Bullock vindicatif révèle la cache de Rich à la Mafia, se retrouvant indirectement responsable de la mort du tireur. Quand son acte est découvert, il démissionne de la police.
Il apparaît dans le récit « Irrésolu (Unresolved) » de Gotham Central, où il sombre dans l’alcoolisme et pense au suicide.

### Retour dans les forces de l'ordre
Lors de l'arc narratif « One Year Later (en) », Bullock réintègre le GCPD, tout en étant conscient qu'il n'a droit à aucune erreur. Les circonstances de son retour sont inconnues, le seul indice étant la phrase : « Six mois depuis que Harvey Bullock a fait ses découvertes ». Batman et Bullock ont fait la paix, acceptant de se donner une seconde chance après leurs désaccords passés ; Batman dit à Bullock qu'il considère l'ardoise « effacée ».
Bullock est considéré comme l'un des meneurs dans la lutte contre la guerre entre les gangs du Joker et Batman.
Il est plus tard indiqué qu'il garde un contact régulier avec sa mère et qu'il a deux chats. L'un d'eux, Sprinkles, a un cancer.
Bien que l'on en sache peu sur le passé d'Harvey avant qu’il rejoigne la police de Gotham, il a lui-même déclaré avoir participé aux Poids welters des Golden Gloves et était assez bon pour passer pro, mais a choisi de ne pas le faire parce qu’il n’aimait pas le « style de vie militaire ».

### The New 52
Bullock est envoyé accueillir Jason Bard que Gordon a recruté pour ses rangs. Bullock est présenté en bons termes avec sa collègue Maggie Sawyer. Quelques heures plus tard, Bard arrête James Gordon pour homicide involontaire lors d'un accident de train.
Durant l'enquête sur une longue série de meurtres de policiers, Bullock est enlevé et remplacé par une tueuse connue sous le nom de Jane Doe. Jane est obsédée par prendre la vie d'autres personnes figurativement et littéralement. Batman est le seul à s'apercevoir que Bullock a été remplacé ce qui cause à l'inspecteur une grande détresse.
Harvey aide James Gordon à neutraliser des émeutes en ville, maintenant qu'il a été blanchi par Batgirl, et à rebrancher le Bat-signal. Cela améliore le moral des citoyens et calme une partie de la panique.

### DC Rebirth
Lors du reboot de l'univers DC, le DC Rebirth, Bullock est associé au commissaire Gordon lorsqu’il tente de faire une descente dans le manoir Wayne. Bullock tente de convaincre Gordon de ne pas aller jusqu’au bout, mais il n’est pas en mesure de le faire. Bullock fait plusieurs apparitions, habituellement aux côtés de Gordon.

## Description

### Physique
C'est un homme en surpoids et aux traits bourrus, vêtu d'un chapeau et d'un manteau par-dessus une chemise et une cravate.

### Personnalité
Harvey Bullock est le stéréotype même du policier New-Yorkais : honnête sans toutefois être d'une intégrité absolue, il est borné, irréfléchi sans être stupide, bourru. C'est un vrai ours mal léché, dénué de toute galanterie. Il est par contre très loyal mais, paradoxalement, n'hésitera pas à faire porter le chapeau à l'un de ses partenaires, voire à Batman, pour éviter un blâme quand il échoue dans une mission. Il est rustre et aigri et certaines de ses méthodes sont expéditives.
Au début simple policier, il gravit progressivement les échelons. Il n'apprécie pas Batman qu'il juge aussi cinglé que les fous d'Arkham et que les criminels que le chevalier noir capture. Cette relation va changer, et il va même éprouver un certain respect pour Batman.

## Dans les autres médias

### Séries télévisées

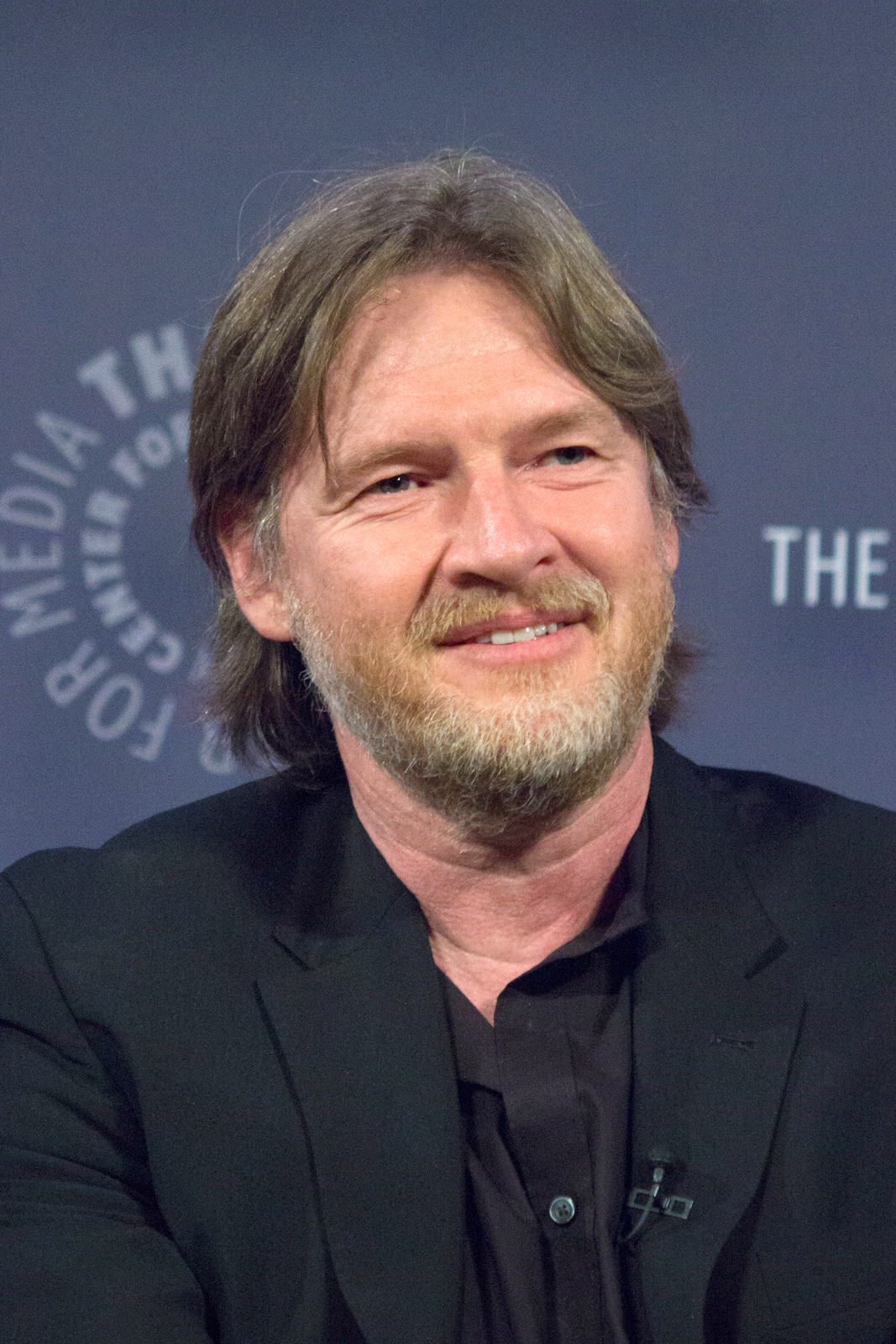
Donal Logue, interprète d'Harvey Bullock dans Gotham (2014).

- Donal Logue, interprète d'Harvey Bullock dans Gotham (2014).2014 : Gotham. Dans cette série Harvey Bullock fait sa première apparition live, joué par Donal Logue (VF : Jean-François Aupied). Il est le partenaire de l'inspecteur Jim Gordon à qui il fait découvrir les dessous de Gotham. Il est dépeint comme prêt à plier la loi, voire l’enfreindre, pour obtenir des résultats. Il a des liens avec les chefs du crime organisé Carmine Falcone et Fish Mooney, avec qui il échange des faveurs contre des informations. Il est révélé que le commissaire corrompu du GCPD, Gillian B. Loeb, le fait chanter ; des années plus tôt, le sergent de Bullock l’avait forcé à tuer un mafieux comme faveur pour la Famille Falcone, et Loeb utilise cette information pour contrôler Bullock selon son envie. Gordon réussit à faire chanter Loeb et à récupérer le dossier de Bullock[27]. Ses armes de service sont dans la saison 1 un révolver S&W Model 10 puis S&W Model 64 calibre .38 Spécial. Dans la saison 2, il choisit un revolver en 357 Magnum sous la forme du S&W Model 19.

### Films d'animation
- 1993 : Batman contre le fantôme masqué (Eric Radomski, Bruce Timm) avec Robert Costanzo (VF : Gilbert Levy). Dans le film, quand Batman est accusé du meurtre des plusieurs gangsters, Bullock mène une chasse à l'homme pour capturer le Chevalier Noir avec l'appui du conseiller corrompu Arthur Reeves. Bullock a presque réussi à capturer Batman, la chasse culminant avec une fusillade sur un site de construction et une explosion. Malgré une grave blessure et démasqué, Batman réussit à échapper à Bullock avant que celui-ci ne voit son visage.
- 1998 : Batman et Mr Freeze : Subzero (Boyd Kirkland) avec Robert Costanzo (VF : Gilbert Levy)
- 2003 : Batman : La Mystérieuse Batwoman (Curt Geda, Tim Maltby) avec Robert Costanzo (VF : Gilbert Levy)
- 2016 : Batman: The Killing Joke (Sam Liu) avec Robin Atkin Downes (VF : Jean-Claude Sachot)
- 2018 : Scooby-Doo et Batman : L'Alliance des héros (Jake Castorena) avec Fred Tatasciore (VF : Gilbert Levy)
- 2018 : Batman: Gotham by Gaslight (Sam Liu) avec John DiMaggio (VF : Patrice Melennec). Dans l'univers parallèle, il est le chef de la police au contraire de son homologue.

### Séries animées
- 1992-1995 : Batman (Batman: The Animated Series, Paul Dini, Bruce Timm, Eric Radomski) avec Robert Costanzo (VF : Gilbert Levy)
- 1996-2000 : Superman, l'Ange de Metropolis (Superman, Alan Burnett, Paul Dini, Bruce Timm) avec Robert Costanzo (VF : Gilbert Levy)
- 1997-1999 : Batman (The New Batman Adventures, Alan Burnett, Paul Dini, Bruce Timm) avec Robert Costanzo (VF : Gilbert Levy)
- 2000-2004 : Static Choc (Static Shock, Dwayne McDuffie) avec Robert Costanzo (VF : Gilbert Levy)